# MF GHOST
《MF GHOST》是重野秀一創作的賽車題材漫畫作品，為前作《頭文字D》的續作，2017年開始連載在《週刊Young Magazine》直到2025年。其電視動畫的第一季與第二季，分別於2023年10月1日和2024年10月7日，開始在電視台和網路平台播映。動畫第三季製作決定，2026年預定播映。

## 故事
發生在《頭文字D》故事的二、三十年後，西元202X年的未來世界，所有車廠的內燃引擎汽車已停產，取而代之的是電動車與氫燃料車。不過，在熱愛賽車的日本誕生了一項以市區、山路和高速公路作為賽道的公路賽事：MFG，也就是純汽油類汽車的比賽。

## 寫作
2017年起，重野秀一於《週刊Young Magazine》上開始連載，為《頭文字D》的續作。2022年11月21日，官方宣布因作者身體不適，本作將於《週刊Young Magazine》2022年52號起進入休刊。2023年2月，官方宣布因作者身體康復，本作將於《週刊Young Magazine》2023年12號起恢復連載。

## 作品設定
MFG（エムエフジー）
在自動駕駛技術已經非常普及的日本，舉行的封閉式公路賽事。以網上直播的方式放送至全球各地，觀眾人數超過3000萬。
Grip Weight Ratio平均化（グリップウエイトレシオの均一化）
作為MFG賽例的重點，規定為Grip Weight Ratio，賽車手可使用的輪胎尺寸由該車的車重决定。
車輛
對於車輛的改裝無限制，但必須使用於首戦時同一品牌的車輛（型號無限制，升／降級皆可) 完成整季賽事。
例如：前園和宏首戰時，使用Honda Civic Type-R FK8，第2戰：蘆之湖GT改為使用已拆除電動馬達，和動能回收系統的同廠第二代NSX NC1（因賽事規定只能使用純燃油車），柳田拓也於首兩戰時使用BMW M6參戰，於第3戰：神奈川縣真鶴町改為使用同廠的M4 DTM作賽。
預赛/排位赛
以單圈時間賽的形式實施預選，賽例為只限跑一圈，前十五位的選手可以晉級正賽，依各車手完成時間作為正賽發車順序，對正賽成績有著決定性關係。
正賽
正賽以圈數形式角逐完賽的順序。圈數多少主要視各賽道的長度作依據。
專用無人機
搭載AI的高性能無人機，最高時速180公里。具有各種功能。除了傳送即時影像，還替代了賽車場原用己久，街道賽所欠缺的燈號和持旗手的重要角色，如起步，限速，禁止超車，發生事故等等各種訊號。由於實行一車一機制，控制中心可以隨時切換傳送影像，賽場上的燈號轉換，也能依車輛所處位置即時更新。如果不遵循無人機信號將會受到懲罰。

### 賽程
開幕戦：神奈川縣小田原市，小田原Pikes Peak
賽期：5月下旬
全長：40.8km
比賽圈數：2圈
第2戦：神奈川縣小田原市，蘆之湖GT
賽期：6月下旬
全長：25.3km
比賽圈數：3圈
第3戰：神奈川縣真鶴町，The Peninsula 真鶴
賽期：7月下旬
全長：17.4km
比賽圈數：5圈
暑假. 夏休み
日期：8月
第4戰：濱海雙線, Seaside Doubleline 
賽期：9月下旬
全長：21.7km
比賽圈數：6圈
最終戰：神奈川縣熱海市，熱海Coast
賽期：10月下旬
全長：13.7km
比賽圈數：6圈
此外，從下一季度開始，MFG計劃擴大比賽規模，據目前所知，可能會發生以下變化：
- 增加分站：次季的賽程由5場增至7場；
- 增加正賽車手：次季的正賽車手由15位增至20位；
- 增加獎金：次季獎金將會增加。

## 登場角色

### 主要角色
片桐夏向／夏向·利文頓（Katagiri Kanata／Kanata Rivington，聲優：內田雄馬（日本）；張敦喻（台灣））
- 駕駛車種：豐田GT86【86號車】
- 車色：闪电紅
- 車牌號碼：藤澤 386 な 9-101

本作男主角。19歲。英日混血兒，父親是日本人，母親是英國人，本籍在劍橋。
天才賽車手，藤原拓海的徒弟。畢業於英國著名賽車學校「皇家多寧頓公園賽車學校（RDRS）」，從4歲便開始駕駛卡丁車，7歲時參加英國卡丁車錦標賽，更在兩年內獲得六個英國知名大賽冠軍，十歲時參加F4錦標賽並同樣在兩年內拿到冠軍。在學校畢業試的每一科都以最高分數通過測驗，並以第一名成績畢業，在實際賽道和模擬器上皆有極佳的成績，當時創下的綜合分數甚至刷新創校以來最高紀錄。
為了尋找失散多年的父親而來到日本，以父親姓氏尋加MFG的原意是希望父親能透過觀賽而認出自己，首次參加比賽便已拿下跟晉級決賽相差一名的MFG第十六名的成績，後因某位選手違規使非規定輪胎而遭取消資格，以第十五名的成績成功晉級。漫畫最終話透露夏向正式對戀告白求婚維持遠距離戀情一段時期，回歸母國經由老師藤原拓海和RDRS的協助爭取得贊助商支持投身正式賽事，兩年後夏向與戀結婚，故事尾聲兩者育有5歲的長子久遠和3歲的長女綺娜子（きなこ），一家四口定居湘南地區生活。
西園寺戀（Saionji Ren，聲優：佐倉綾音（日本）；邱涵菲（台灣））
本作女主角。17歲。二年級女高中生，西園寺家獨生女。初次見到夏向時，就一見鍾情。兼職MFG天使的「7號」（因為未成年不能在工作中公開本名）。在最終話透露夏向與戀成為情侶，戀則在經歷秋之總選拔獲得人氣第一後退出「天使的行列」，於高中三年級畢業的那年暑假前往英國進行為期三週的留學體驗，兩年後夏向與戀結婚，故事尾聲兩者育有5歲的長子久遠和3歲的長女綺娜子（きなこ），一家四口定居湘南地區生活。
相葉瞬（Aiba Shun，聲優：小野大輔（日本）；梁興昌（台灣））
- 駕駛車種：2017日產GT-R Nismo/2020 GT-R Nismo【9號車】
- 車色：亮珍珠白
- 車牌號碼：小田原 349 ち 8-522

24歲。來自神奈川縣小田原市的MFG車手，驾驶日本国产车进入前10名的车手，上赛季排名是第9名。喜歡MFG天使的「7號」。在夏向來到日本成為他的好友和勁敵之一。後來和京子相戀，在最終話於京子懷有身孕的狀態結婚。
緒方（Ogata，聲優：畠中祐（日本）；孟慶府（台灣））
26歲。西園寺家的熟人，瞬的好友。汽車維修店「緒方汽車」的經營人和汽車維修員。夏向的GT86的提供者兼維修者。曾參加MFG比賽。

### MFG車手
米哈伊爾·貝肯鮑爾（Michael Beckenbauer，聲優：神谷浩史（日本）；李世揚（台灣））
- 駕駛車種：保時捷718 Cayman S/718 Cayman GTS/718 Cayman GT4【12號車】
- 車色：卡雷拉金属白
- 車牌號碼：湾岸 308 や ··223

21歲。德國人。上赛季中途參赛，最终排名12名。跟夏向一樣是天才賽車手，保時捷專業訓練學院出身，故此對保時捷的車種十分了解，跟同為駕駛保時捷的石神是死對頭。尽管只是在上赛季(真鹤半岛正賽)中途參賽，但还是加入了“神15人”行列，并赢得了“来自斯图加特的刺客”的绰号。然而，他对 MFG 的水平感到失望，称其“充满了业余选手和老将，即使我占据主导地位，学院里的朋友也不会称赞我”，并计划在第四届锦标赛后返回德国。正因如此，他对赛事和其他参赛者毫无尊重，即使进入前三名也不出席颁奖典礼，这已经成为常态。虽然他总是深思熟虑、冷静沉着，但有一个缺点，就是当发生意外情况时会感到不安，而且他自己也意识到了这一点。于第二战换用了Cayman GTS (982)，于第四战换用了手动挡的Cayman GT4 (982)。
石神風神（Ishigami Fūjin，聲優：安元洋貴（日本）；梁興昌（台灣））
- 駕駛車種：保時捷911 GT3【1號車】
- 車色：卡雷拉金属白
- 車牌號碼：霞ヶ浦 360 に 8-529

37歲。連續2年的MFG冠軍得主。后置发动机他是一个理性的人，之所以选择 911 GT3(991)，是因为后置引擎汽车不太可能受到抓地力重量比轮胎的影响。以稳定的驾驶能力而闻名，能够充分发挥赛车的性能，被认为是第四届赛季中唯一能够抵挡贝肯鲍尔追击的车手。然而，贝肯鲍尔本人却对他进行了严厉的评价，称“他的一切都是老式的”，“他的驾驶充满了老人的味道”，并且在开幕战的第一圈就被贝肯鲍尔动力较弱的 Cayman S (982)超越，毫无还手之力。在接下来的第二战中，在排位赛中落后于贝肯鲍尔和泽渡，而在晋级赛中，因出现失误，撞到右后挡泥板并旋转，随后悬架出现故障，导致跌至队伍的末尾，速度也比去年开始下降。而他本人也意识到自己的成绩下滑，并表示自己已经赚到了足够的奖金（约20亿日元），足够养家糊口一辈子。
赤羽海人（Akaba Kaito，聲優：諏訪部順一（日本）；孟慶府（台灣））
- 駕駛車種：法拉利488 GTB【2號車】
- 車色：紅科莎
- 車牌號碼：湾岸 377 ゆ ··301

26歲。上赛季排名第2名。深受职业车手的尊敬。但不偏爱特定的车型和制造商， 因为他认为这是一辆出色的车。另一方面，对驾驶法拉利竞争对手兰博基尼的大石有一种竞争感和感到不耐烦。 每次登上领奖台时，都会选择不同的天使亲吻。
大石代吾（Ooishi Daigo，聲優：浪川大輔（日本）；李世揚（台灣））
- 駕駛車種：兰博基尼Huracán LP610-4【3號車】
- 車色：透明白
- 車牌號碼：湾岸 317 う 4-102

25歲。上赛季排名第3名。出生于富裕家庭的MFG车手，兰博基尼至上主义者。 由于倾向于依赖家庭的经济资源，因此受到包括相叶瞬在内的一些车手的厌恶。认为拥有大排量自然吸气发动机的兰博基尼才是超跑之王，而不喜欢开着涡轮增压488 GTB的赤羽海人。于第二战中，他在第二圈的第二赛段对夏向的追赶感到不耐烦，在右下坡弯道旋转出赛道，后轮脱离赛道，无法返回，被迫退赛。
澤渡光輝（Sawatari Kōki，聲優：逢坂良太（日本）；孟慶府→何志威（台灣））
- 車色：海洋藍
- 車牌號碼：新宿 365 ら 1-717
- 駕駛車種：阿爾派 A110/A110S/A110R【4號車】

21歲。上赛季排名第4名。法國訓練出身的日本車手，曾在歐洲和夏向比賽，只喜歡17歲的女孩。因为初恋是在17岁时，而现在只对17岁的女孩感兴趣。他是一个沉迷于女性的自恋者，宣称他只对“自己对17岁女孩的兴奋以及自己开车并将自己推向极限”感兴趣。从未公开表露过自己对赛车的热情或野心，并公开声称自己的人生目标是用奖金与一名17岁的女孩一起挥霍，但其他车手表示，一旦他认真起来，就会展现出可怕的能力。在开幕战为了庆祝女友的生日而缺席了开幕战，于第二战才开始参赛。不过，正如预期的那样，驾驶着动力不足的A110赛车在资格赛中暂时获得第一名，展现了强大的实力。在留学期间，曾有过与夏向在“欧洲FE-3”组别中竞争的经历，但由于资金不足，只能驾驶性能较差的赛车，最终落败。因此，目标之一就是在 MFG 与夏向重聚时击败他并报仇。于第三战与贝肯鲍尔和夏向的比赛中，敏锐地察觉到了马力不足的问题，为了解决这个问题，在第四战换用了A110S，但是在冲出水流陷阱后就旋转出场，跌到了队伍的末尾，因此在第五战换用了马力更强的A110R。在下赛季和诸星濑名成为日本王牌车手。
坂本雄大（Sakamoto Yūdai，聲優：櫻井透（日本）；孟慶府（台灣））
- 駕駛車種：奥迪R8 V10 Plus Coupe/R8 V10 Plus Performance【5號車】
- 車色：维加斯黃(Coupe)/阿斯卡里金属蓝(Performance)
- 車牌號碼：成城 353 す 2-001

27歲。上赛季排名第5名。保持神秘感的車手。认为要想在 MFG 获胜，需要一辆配备大排量发动机、四轮驱动和全套电子控制装置的赛车。总是用墨镜和连帽衫的帽子隐藏自己的表情，被相叶瞬嘲笑为“黑暗领主”。给人一种安静的印象，但实际上他言辞尖刻，与相叶瞬有着长期的宿怨。于第五战换用了R8 V10 Plus Performance。最后在第五战的颁奖典礼与相叶瞬握手言和并展现出取下兜帽和墨镜的样貌见人。
柳田拓也（Yanagida Takuya，聲優：坂田將吾（日本）；張敦喻（台灣））
- 駕駛車種：BMW M6 / BMW M4 DTM Champion Edition 【6號車】
- 車色：萨基尔橙(M6)/阿尔卑斯白(M4)
- 車牌號碼：M6 港北 351 ま 9-018/M4 港北 382  り 4-300

27歲。上賽季排名第6名。被称为“弯道魔术师”。然而，在开幕战中，赤羽海人利用他一时失控的机会，强行绕过右侧弯道内侧并超越了他，在随后下雨的第二战中，被夏向的技术所震惊。而这次事件让他改变了“在预选赛中取得高名次后，要利用赛车的马力和尺寸赢得比赛，不让对手领先”的想法，转而采取了积极主动的策略。于第三战换用了M4 DTM Champion Edition。认为这款车比M6 Coupe更小，转弯性能更佳。
大谷洋介（Ootani Yōsuke，聲優：石川界人（日本）；孟慶府→李世揚（台灣））
- 駕駛車種：Mercedes-AMG GTS/GTR【7號車】
- 車色：透石膏灰(GTS)/海尔玛格诺綠(GTR)
- 車牌號碼：埼玉 321 て 1-020（GT S）、埼玉 396 け 6-029（GT R）

23歲。上赛季排名第7名。这个赛季是出道的第三年，有信心一定可以参赛，认为MFG比赛相信经验就是一切，于第二战换用了AMG GTR，但由于过多的电子干扰导致无法按照自己的方式驾驶而遇到困难。于第四战和第五战的排位賽被淘汰而未入围。
傑克遜·泰勒（Jackson Taylor，聲優：中村悠一（日本）；梁興昌（台灣））
- 駕駛車種：保時捷911 GTS【8號車】
- 車色：迈阿密金属藍
- 車牌號碼：灣岸 397 い 7-413

27歲。新西兰人。上赛季排名第8名。认为贝肯鲍尔、赤羽海人和泽渡光辉是目前 MFG 最优秀的车手。在开幕战的第二圈，他在第3赛段宫之下富士屋酒店附近的直道上与夏向展开了激烈的争夺，但在豆腐祭的最后一个弯道上，他在刹车战中输给了夏向，跌至第10位。这促使他评论道，“如果这款怪物获得一辆更具竞争力的汽车，它将彻底改变 MFG 的力量平衡”，并在颁奖典礼结束后与夏向握手并称赞他。在第五战意图超越坂本雄大而打滑碰大理石导致后挡泥板凹进去刮到后轮，当他亲自动手修理后再继续比赛，最后因为水流阻挡视线而打滑导致夏向打滑，当夏向重新继续比赛后就坐在路边放弃比赛。
E·漢尼寧（E Hanilin，聲優：三宅健太（日本）；李世揚（台灣））
- 駕駛車種：凌志LC 500【10號車】
- 車色：白新玻璃鳞片

31歲。芬兰人。上赛季排名第10名。于开幕战入围，在开幕战中，被夏向超越，后者在能见度很差的死亡区域奋力追赶他，并形容夏向的驾驶方式“疯狂”。于第二战排位赛起因被淘汰而未入围。
夏目慎太郎（Natsume Shintarō）
- 駕駛車種：BMW M3 (E92) (第四代) 【11號車】
- 車色：赫雷斯黑

在開幕战中晋级决賽的车手。在比賽中，机器因為受到损坏，而减慢速度并退賽。
前園和宏（Maezo Nokazuhiro，聲優：宮園拓夢（日本）；梁興昌（台灣））
- 駕駛車種：本田Civic Type-R (FK8) / 本田NSX【13號車】
- 車色：冠军白(FK8)/130R白/蓝珍珠(NSX)
- 車牌號碼：FK8 津 391 こ 1-513 /NSX 津 336 さ 5-107

28歲。上赛季排名13名。直到第上届比赛，一直使用拆除了混合动力系统的NSX (NC1)参赛，但由于电脑设置问题，无法取得所希望的成绩，因此在开幕战中，换用了Civic Type R (FK8)。 是MFG里最理论化的车手，拥有物理学博士学位，但也因此无法理解夏向无视理论的超车战术，而让他心里很受创伤。于第二战换用了拆除混合动力的NSX，后于第四战将NSX车色改为蓝珍珠。
八潮翔（Yashio Kakeru，聲優：田邊幸輔（日本）；何志威（台灣））
- 駕駛車種：蓮花Exige S/蓮花Emira【16號車】
- 車色：白杨白(Exige)/深翠绿(Emira)
- 車牌號碼：茅ヶ崎 312 き 6-240

22歲。北原望的哥哥。上赛季排名第16名。与片桐夏向以及驾驶Cayman GT4的贝肯鲍尔一样，是少数能够驾驶手动挡汽车的“神15人”的车手，拥有通过精准的离合器操作避免汽车打滑等超凡的技术。后因发觉Exige S动力不足，于第五战换用了Emira。最后在第五战取得了最高顺位第7名。
北原望（Kitahara Nozomi，聲優：芹澤優（日本）；楊詩穎（台灣））
- 駕駛車種：愛快羅密歐4C【18號車】
- 車色：阿尔法紅
- 車牌號碼：茅ヶ崎 384 あ 9-002

20歲。八潮翔的妹妹。上赛季排名18名。暗戀夏向。八潮翔和北原望雖然姓氏不同，但2人確實是兄妹，比賽中唯一兩人合作的組合。在比赛中，他们更喜欢在平等的条件下竞争，例如用自己的尾流拉动夏向较弱的GT86 。事实上，天赋超越了哥哥八潮翔，而且随着赛季的进行，排名也不断地提高，显示出自己的成长。最后在第五战取得了最高顺位第5名。
兩人又統稱「彌次喜多兄妹」(彌次喜多/やじきた Yajikita, 取 八/やし(Yash) 和 北/きた(Kita) 的諧音)。
諸星瀨名（Sena Moroboshi，聲優：八代拓（日本）；孟慶府（台灣））
- 駕駛車種：豐田GR SUPRA【885號車】
- 車色：黃
- 車牌號碼：赤城 300 た 1-339

21歲。高橋啟介屬下的組織DREAM PROJECT車手。于第三戰参赛。在打破赤城、妙义和秋名上毛三山的记录后，自称是“上毛三山的天行者” 。并珍视自己作为群马县居民的自豪感，或者说“群马骄傲”。 夏向的师父藤原拓海和师父高桥启介曾经在同一支车队工作，因此他以友好的态度对待夏向，就像接受过相同训练的人一样，并且无论实际年龄如何，都尊重他作为资深 MFG 车手。此外，为了表达对高桥启介的尊重，GR Supra 的车身颜色也采用了与启介爱车（FD3S RX-7）相同的黄色。虽然有些粗鲁，但很有天赋，在与其他车手竞争时，有一种特殊的能力，可以快速复制他们的技术并将其变成自己的技术。因为是直接接受组委会亲信培养的车手和对其他车手不利，所以不被允许参加开幕战和第二战，并且按照高桥凉介的建议实施了限制：“除非有两名或更多 MFG 车手能够在排位赛中打破高桥启介的试驾时间，否则他不被允许参加比赛。”不过，在第二战芦之湖GT比赛中，米哈伊尔和泽渡满足了这一条件，因此被允许从第三战开始参赛。奥山亲自将他的号码“885”描述为“一个毫无意义的文字游戏”。于第四战开始，赛车将配备由“BLITZ”制造的AERO SPEED R-Concept宽体套件，但在影片中只解释了它“改变了”。后来，在第四场比赛中，绪方和奥山之间的对话提到了“3升6缸涡轮增压”，暗示他们已经切换到“RZ”级别。在下赛季和泽渡光辉成为日本王牌车手。
艾瑪·格琳（Emma Green）
- 駕駛車種：奧斯頓·馬丁Vantage【624號車】
- 車色：英國綠
- 車牌號碼：

藤原拓海的另一位徒弟。正宗英國人，明戀夏向但夏向不回應。第4戰参赛，也只參加此一場。
櫻野舞（Sakurano Mai）
- 駕駛車種：豐田GR86【860號車】
- 車色：白
- 車牌號碼：

18歲。第5戰参赛的女性車手。
京极贵光（Kyōgoku Takamitsu）
- 駕駛車種：宝马M4【23號車】
- 车色：深蓝
- 车牌号码：小田原301 1-002

在第二场比赛中晋级决赛的车手。

### MFG相關人士
田中洋二（Tanaka Yōji，聲優：光部樹（日本）；何志威（台灣））
MFG比賽的司儀主持，自稱MFG活字典。
栗原京子（Kurihara Kyōko，聲優：飯田友子（日本）；楊詩穎（台灣））
MFG天使3號，從事MFG天使4年，預定在賽季結束後引退。
佐藤真美（Satō Mami，聲優：林鼓子（日本）；楊詩穎（台灣））
MFG天使2號。
濱崎萌繪（聲優：北原知奈（日本）；楊詩穎（台灣））
MFG天使1號。
澤村真里惠（聲優：鈴木杏奈（日本）；邱涵菲（台灣））
MFG天使8號。

### 親屬相關人士
西園寺先生（聲優：齊藤次郎（日本）；李世揚（台灣））
恋的父親，認識夏向的雙親，IT公司老闆。
西園寺真由子（聲優：岡田惠（日本）；楊詩穎（台灣））
恋的母親，認識夏向的雙親，繪畫教室經營者及兼導師。
片桐健（Katagiri Ken）
夏向的父親，佛像雕刻師，於148話中得知已離世。
凱瑟琳·利文頓／片桐凱瑟琳（Catherine Rivington／Katagiri Catherine）
夏向的母親，英國人，和戀的母親是美術大學同學，已離世。
片桐楓（Katagiri Kaede）
片桐健的妹妹，夏向的姑母，任職護士。同時也是告訴夏向其父親因胰臟癌離世的事。
艾格尼絲·貝肯鮑爾（Agnes Beckenbauer，聲優：井上麻里奈（日本）；楊詩穎（台灣））
米哈伊爾的姐姐。

### 《頭文字D》角色
藤原拓海（Fujiwara Takumi）
前作《頭文字D》的主角，於本作第25話出现。
在Project D解散後，成為職業車手，前往英格兰參加拉力賽，不到3年時間就拿下拉力錦標賽冠軍；但在一次WRC赛季開幕前，其車輛的傳動軸破損，拓海因車禍受重傷，而不得不結束職業生涯，现在成为皇家多寧頓公園賽車學校（RDRS）的講師，最终与上原美佳結婚（第119话）。但在夏向和戀的英國婚禮上唯一一次登場。
另外，為藤原拓海配音的聲優三木真一郎，在本作中擔任旁白配音。
高橋涼介／涼·高橋（Takahashi Ryōsuke／Ryō Takahashi，聲優：子安武人（日本）；何志威（台灣））
在本作中，以「涼・高橋」的名義創辦「MFG」的領導者，可視之為從事賽車運動時，才使用的名字。
反之讀者熟悉的「高橋涼介」，是作為醫生及家族事業集團領導成員，面向大眾時所使用的名字，為《頭文字D》中赤城Red Suns（紅日車隊）、Project D的隊長，高橋啟介的兄長，藤原拓海的老朋友。224話和片桐夏向見面。
高橋啓介（Takahashi Keisuke，聲優：關智一（日本）；李世揚（台灣））
Project D上坡車手，藤原拓海的老朋友和過往在Project D的山路賽車界拍擋，高橋涼介的弟弟，Project D解散後當上職業賽車手；現在是TK马赫公司的董事长，在本作第40话出现。
上有史浩（Jōyū Fumihiro，聲優：細井治（日本）；李世揚（台灣））
高橋涼介的老朋友，Project D時擔任協調司令員，現在是MFG的统括本部长，在第6话出现。
中村賢太（Nakamura Kenta，聲優：岡野浩介（日本）；張敦喻（台灣））
Project D的成員，十分崇拜啟介，現在是TK马赫公司的房地产部门主任，在本作第40话出现。
小柏海（Kogashiwa Kai，聲優：神奈延年（日本）；李世揚（台灣））
藤原拓海的朋友兼老對手。在本作中擔任MFG比賽的解說員。
奥山廣也（Okuyama Hiroya，聲優：阪口周平（日本）；李世揚（台灣））
Spiral Zero車隊車手，曾經和拓海在箱根山上比賽過；現時在Autoshop Spiral Zero工作，在本作第46话出现，負責替夏向的GT86改裝。
池田龙次（Ikeda Ryūji，聲優：中井和哉（日本）；梁興昌（台灣））
Team Spiral車隊隊長，在本作中擔任MFG比賽的解說員，同時亦擔任小田原市的議員。
池谷浩一郎（Iketani Kōichirō，聲優：矢尾一樹（日本）；李世揚（台灣））
拓海在山路賽車界的前輩，在本作第96话出现，未婚（因為始終无法忘记佐藤真子），头发已秃，目前在原本的加油站(已經改為充電站)擔任店長。
健二（Kenji，聲優：高木涉（日本）；梁興昌（台灣））
池谷、拓海和阿樹的好友，於本作第96话出现，来说MFG的最新情报。
武内树（Takeuchi Itsuki，聲優：岩田光央（日本）；何志威（台灣））
拓海的高中死黨，在本作第96话出现，已婚，这几年胖了20公斤，目前在原本的加油站(已經改為充電站)工作。
秋山涉（Akiyama Wataru，聲優：松本保典（日本））
拓海的老朋友，跟拓海一樣開AE86，唯一分別是秋山開的LEVIN版。現在是MFG的營運會理事，在本作第119话出现。

## 相關媒體

### 漫畫
| 卷數 | 講談社        | 講談社                                                  | 東立出版社     | 東立出版社             | 上海三联书店 | 上海三联书店           |
| 卷數 | 發售日期      | ISBN                                                    | 發售日期       | ISBN                   | 發售日期     | ISBN                   |
| ---- | ------------- | ------------------------------------------------------- | -------------- | ---------------------- | ------------ | ---------------------- |
| 1    | 2018年1月5日  | ISBN 978-4-06-510707-2                                  | 2018年12月20日 | ISBN 978-957-26-2088-5 | 2024年1月1日 | ISBN 978-7-5426-7788-4 |
| 2    | 2018年5月7日  | ISBN 978-4-06-511451-3                                  | 2020年1月9日   | ISBN 978-957-26-2089-2 | 2024年1月1日 | ISBN 978-7-5426-7789-1 |
| 3    | 2018年9月6日  | ISBN 978-4-06-512819-0 ISBN 978-4-06-513567-9（限定版） | 2020年2月14日  | ISBN 978-957-26-2090-8 | 2024年1月1日 | ISBN 978-7-5426-7790-7 |
| 4    | 2019年1月4日  | ISBN 978-4-06-514160-1 ISBN 978-4-06-514770-2（限定版） | 2020年9月21日  | ISBN 978-957-26-2861-4 | 尚未公佈     | ISBN 978-7-5426-8527-8 |
| 5    | 2019年5月7日  | ISBN 978-4-06-515459-5 ISBN 978-4-06-515460-1（限定版） | 2021年2月18日  | ISBN 978-957-26-3553-7 | 尚未公佈     | ISBN 978-7-5426-8528-5 |
| 6    | 2019年9月6日  | ISBN 978-4-06-516937-7 ISBN 978-4-06-516990-2（限定版） | 2021年4月26日  | ISBN 978-957-26-4844-5 | 尚未公佈     | ISBN 978-7-5426-8600-8 |
| 7    | 2020年1月6日  | ISBN 978-4-06-518212-3                                  | 2021年9月16日  | ISBN 978-957-26-4845-2 |              |                        |
| 8    | 2020年5月7日  | ISBN 978-4-06-519539-0 ISBN 978-4-06-519540-6（限定版） | 2022年8月5日   | ISBN 978-957-26-5324-1 |              |                        |
| 9    | 2020年9月4日  | ISBN 978-4-06-520686-7                                  | 2023年1月10日  | ISBN 978-957-26-6387-5 |              |                        |
| 10   | 2021年1月6日  | ISBN 978-4-06-522013-9                                  | 2023年9月4日   | ISBN 978-957-26-6388-2 |              |                        |
| 11   | 2021年5月6日  | ISBN 978-4-06-523334-4                                  | 2024年2月19日  | ISBN 978-957-26-7301-0 |              |                        |
| 12   | 2021年9月6日  | ISBN 978-4-06-524746-4                                  | 2025年8月1日   | ISBN 978-957-26-8016-2 |              |                        |
| 13   | 2022年1月6日  | ISBN 978-4-06-526477-5                                  |                | ISBN 978-626-02-0501-0 |              |                        |
| 14   | 2022年5月6日  | ISBN 978-4-06-527778-2                                  |                | ISBN 978-626-02-0502-7 |              |                        |
| 15   | 2022年9月6日  | ISBN 978-4-06-529070-5                                  |                | ISBN 978-626-02-0503-4 |              |                        |
| 16   | 2023年2月6日  | ISBN 978-4-06-530383-2                                  |                |                        |              |                        |
| 17   | 2023年6月6日  | ISBN 978-4-06-532029-7                                  |                |                        |              |                        |
| 18   | 2023年10月5日 | ISBN 978-4-06-533370-9                                  |                |                        |              |                        |
| 19   | 2024年2月6日  | ISBN 978-4-06-534599-3                                  |                |                        |              |                        |
| 20   | 2024年6月6日  | ISBN 978-4-06-535826-9                                  |                |                        |              |                        |
| 21   | 2024年10月4日 | ISBN 978-4-06-537260-9                                  |                |                        |              |                        |
| 22   | 2025年2月6日  | ISBN 978-4-06-538461-9                                  |                |                        |              |                        |
| 23   | 2025年6月6日  | ISBN 978-4-06-540180-4                                  |                |                        |              |                        |

### 公式書
MFゴースト　公式ガイドブック　第1～4戦
（MF GHOST燃油車鬥魂公式手冊 第1～4戰）
| 卷數 | 講談社        | 講談社                 |
| 卷數 | 發售日期      | ISBN                   |
| ---- | ------------- | ---------------------- |
| 1    | 2023年10月5日 | ISBN 978-4-06-517569-7 |

MF GHOST＆頭文字D＆バリバリ傳說大解剖
（MF GHOST燃油車鬥魂＆頭文字D＆極速狂飆大解剖完全專集）
| 卷數 | 三榮書房      | 三榮書房               |
| 卷數 | 發售日期      | ISBN                   |
| ---- | ------------- | ---------------------- |
| 1    | 2024年10月5日 | ISBN 978-4-77-965103-8 |

### 電視動畫

#### 放映
2021年底宣布於2023年上映電視動畫。2023年7月5日於官網發布資訊，2023年10月1日至12月17日放送第一季，第二季為2024年10月7日至12月23日開始放送。

#### 音樂

##### 主題曲
1st Season
片頭曲「JUNGLE FIRE」
主唱：芹澤優 feat. MOTSU
作詞、作曲：MOTSU，編曲：大久保薫
第1話未使用
片尾曲「Stereo Sunset（Prod.AmPm）」
主唱：茜屋日海夏
作詞：ARAKI，作曲、編曲：AmPm
2nd Season
片頭曲「ROCK ME KISS ME」
主唱：芹澤優 feat. MOTSU
作詞、作曲：MOTSU，編曲：大久保薫

片尾曲「Side U（Prod.AmPm）」
主唱：茜屋日海夏
作詞：ARAKI，作曲、編曲：AmPm

##### 插入曲
1st Season各話使用的 Eurobeat
Turn01
DO YOU REALLY WANNA LOVE ME / 主唱：NORMA SHEFFIELD
Turn02
RED LIGHT AND SEX / 主唱：MEGA NRG MAN
BREAK OUT FIRE / 主唱：MEGA NRG MAN
Turn03
WILDER FASTER LOUDER / 主唱：DEJO
Turn04
PULL THE TRIGGER / 主唱：BON
HI LOVE / 主唱：JAY LEHR
Turn05
IN THE EYES OF A TIGER / 主唱：DEJO & BRATT
Turn06
KING OF THE CENTURY / 主唱：LESLIE PARRISH
ARE YOU READY TO FLY / 主唱：DREAM FIGHTERS
CRAZY LOVE / 主唱：ANNERLEY
Turn07
ANYWAY, ANYMORE / 主唱：CHERRY
THE SPIRIT OF THE NIGHT / 主唱：DEEMO
Turn08
BECAUSE OF YOU / 主唱：JAGER
FACE DOWN / 主唱：HOTBLADE
Turn09
GOTTA GO / 主唱：GO 2
HOT HOT RACIN' CAR / 主唱：GO 2
ROCK ME / 主唱：MEGA NRG MAN feat. KIKO LOUREIRO
Turn10
未使用
Turn11
BE MY QUEEN / 主唱：DERRECK SIMONS
BAD LOVE / 主唱：DAVID DIMA
Turn12
SPITFIRE / 主唱：GO 2
2st Season各話使用的 Eurobeat
Turn13
2 LOVE, 4 LOVE / PAMSY & ACE
SPIRIT OF THE NIGHT / 主唱：DAVID DIMA
Turn14
ROCK BEATIN' WILD / 主唱：FASTWAY
Turn15
ROCK BEATIN' WILD / 主唱：FASTWAY
POWER TWO / 主唱：HOTBLADE
RUN / 主唱：FASTWAY
Turn16
GO WILD / 主唱：DUSTY
NOT FOR SALE / 主唱：GO 2
Turn17
THE JUNGLE IS ON FIRE / 主唱：J-STARK
SPEED LOVER / 主唱：SPEED LOVER
Turn18
SPEED OF LIGHT / 主唱：THE SNAKE
ADRENALINE / 主唱：MANUEL
Turn19
A WORLD OF JOY / 主唱：戴夫·羅傑斯 feat. KAIOH
RAININ' IN MY HEART / 主唱：MELISSA WHITE ＆ ACE
IN THE FIRE OF VICTORY / 主唱：ACE
Turn20
HYPER SUPER POWERS / 主唱：FASTWAY
BRAND NEW WORLD / 主唱：ACE
BABY, I'M ON FIRE / 主唱：ACE WARRIOR
Turn21
未使用
Turn22
THE YEAR OF THE DRAGON / 主唱：POWERFUL T.
BURNING LIKE FIRE / 主唱：DAVE RODGERS feat. ALEX DE ROSSO
Turn23
BURNING LIKE FIRE / 主唱：DAVE RODGERS feat. ALEX DE ROSSO
FREEDOM RIDE / 主唱：THE SNAKE
EUROHERO / 主唱：NEO
FIREBIRD / 主唱：DREAM FIGHTERS
Turn24
PLAY WITH FIRE / 主唱：FASTWAY
THE FINAL GAME / 主唱：DAVE RODGERS & KIKO LOUREIRO

#### 各話列表
| 話數              | 日文標題 | 中文標題             | 劇本       | 分鏡              | 演出     | 作畫監督                                          | 總作畫監督                      | 首播日期       |
| 第一季            | 第一季   | 第一季               | 第一季     | 第一季            | 第一季   | 第一季                                            | 第一季                          | 第一季         |
| ----------------- | -------- | -------------------- | ---------- | ----------------- | -------- | ------------------------------------------------- | ------------------------------- | -------------- |
| Turn01 （第1話）  |          | 來自英國的挑戰者     | 山下憲一   | 高橋成世 中智仁   | 中智仁   | 坂本千代子 新谷真昼（料理）                       | 恩田尚之                        | 2023年 10月1日 |
| Turn02 （第2話）  |          | 震撼的MFG新世代      | 山下憲一   | 阿部雅司          | 阿部雅司 | 大野勉 齐藤格                                     | 恩田尚之 坂本千代子             | 10月8日        |
| Turn03 （第3話）  |          | 蒲鉾直線道路         | 山下憲一   | 殿勝秀樹          | 殿勝秀樹 | 沼田廣、和田伸一 松本弘                           | 恩田尚之、坂本千代子 油井徹太郎 | 10月15日       |
| Turn04 （第4話）  |          | 輪胎管理             | 山下憲一   | 辻初樹            | 濱田翔   | 山崎香、田中彩 米田騎士（機械）、高橋英宣（料理） | 坂本千代子 恩田尚之             | 10月22日       |
| Turn05 （第5話）  |          | 聯合作戰             | 稻荷明比古 | 林宏樹            | 玉田博   | 內藤伊之介、谷口亞希子 津吹賢                     | 恩田尚之、坂本千代子 油井徹太郎 | 10月29日       |
| Turn06 （第6話）  |          | 苦命拉力賽車手       | 稻荷明比古 | 高橋成世          | 安藤健   | 佐藤哲也、長谷川圭                                | 恩田尚之、坂本千代子 油井徹太郎 | 11月5日        |
| Turn07 （第7話）  |          | 4號車之男            | 山下憲一   | 殿勝秀樹 高橋成世 | 殿勝秀樹 | 大野勉、齊藤格                                    | 恩田尚之、坂本千代子 油井徹太郎 | 11月12日       |
| Turn08 （第8話）  |          | 語音報時             | 稻荷明比古 | 高桥成世          | 安藤健   | 佐藤哲也、长谷川圭 石井雫                         | 恩田尚之、坂本千代子 油井徹太郎 | 11月19日       |
| Turn09 （第9話）  |          | 時速300公里的纏鬥    | 山下憲一   | 玉田博 高橋成世   | 朝木幸彥 | 津吹賢、蘆谷耕平                                  | 坂本千代子 油井徹太郎           | 11月26日       |
| Turn10 （第10話） |          | 升級                 | 稻荷明比古 | 辻初树 高橋成世   | 牧野友映 | 沼田广、松本弘 和田伸一                           | 恩田尚之 油井徹太郎             | 12月3日        |
| Turn11 （第11話） |          | 天才覺醒             | 稻荷明比古 | 高橋成世          | 橫野光代 | 西田美彌子、山崎香 鈴木春香、田中彩               | 坂本千代子 油井徹太郎           | 12月10日       |
| Turn12 （第12話） |          | 繼承而來的感覺       | 山下憲一   | 高橋成世          | 濱田翔   | 恩田尚之、齊藤格 大野勉、沼田廣                   | 恩田尚之                        | 12月17日       |
| 第二季            |          |                      |            |                   |          |                                                   |                                 |                |
| Turn13 （第13話） |          | 飛舞而降的白色死神   | 山下憲一   | 高橋成世          | 白石道太 | 坂本千代子、齊藤格、大野勉                        | 恩田尚之                        | 2024年 10月7日 |
| Turn14 （第14話） |          | 4WD的攻勢            | 山下憲一   | 高橋成世 玉田博   | 朝木幸彦 | 中曾根詩織、谷口亞希子                            | 油井徹太郎                      | 10月14日       |
| Turn15 （第15話） |          | 驛轉直線道路的明與暗 | 稻荷明比古 | 高橋成世          | 高橋成世 | 谷川亮介、瀧川和男                                | 油井徹太郎                      | 10月21日       |
| Turn16 （第16話） |          | 鬼神！！澤渡光輝     | 山下憲一   | 高橋成世          | 濱田翔   | 沼田廣、松本弘、和田伸一                          | 坂本千代子                      | 10月28日       |
| Turn17 （第17話） |          | 殘酷的現實           | 稻荷明比古 | 高橋成世 荒谷萌衣 | 白石道太 | 西川真人、半扇門                                  | 不適用                          | 11月4日        |
| Turn18 （第18話） |          | 蘆之湖Skyline的惡魔  | 山下憲一   | 高橋成世 阿部雅司 | 阿部雅司 | 石本英治                                          | 恩田尚之                        | 11月11日       |
| Turn19 （第19話） |          | 寂寞的牛仔           | 稻荷明比古 | 瀨藤健嗣 高橋成世 | 高橋成世 | 岩瀧智                                            | 恩田尚之                        | 11月18日       |
| Turn20 （第20話） |          | 分曉                 | 山下憲一   | 高橋成世 網野哲郎 | 神保昌登 | 飯飼一幸、西村元秀                                | 恩田尚之                        | 11月25日       |
| Turn21 （第21話） |          | 競爭對手             | 稻荷明比古 | 辻初樹 高橋成世   | 粟井重紀 | 半扇門、、大野勉 齋藤格、沼田廣、谷川亮介         | 坂本千代子 油井徹太郎 恩田尚之  | 12月2日        |
| Turn22 （第22話） |          | The・Peninsula開幕   | 山下憲一   | 辻初樹 高橋成世   | 白石道太 | 沼田廣、松本弘 和田伸一、谷川亮介、大野勉         | 恩田尚之                        | 12月9日        |
| Turn23 （第23話） |          | 勇氣的代價           | 稻荷明比古 | Royden B 高橋成世 | 濱田翔   | 沼田廣、石橋晴佳 松本弘、Triple A、拾月動画       | 油井徹太郎                      | 12月16日       |
| Turn24 （第24話） |          | 苦澀的選擇           | 山下憲一   | 高橋成世          | 高橋成世 | 坂本千代子、油井徹太郎                            | 恩田尚之                        | 12月23日       |

#### 發行
BD BOX
| 卷數   | 發行日期      | 收錄話數        | 規格編號      |
| 第一季 | 第一季        | 第一季          | 第一季        |
| ------ | ------------- | --------------- | ------------- |
| 1      | 2024年1月26日 | 第1話 - 第6話   | EYXA-14257/8  |
| 2      | 2024年2月28日 | 第7話 - 第12話  | EYXA-14259/60 |
| 第二季 |               |                 |               |
| 1      | 2025年1月29日 | 第13話 - 第18話 | EYXA-14594/5  |
| 2      | 2025年2月26日 | 第19話 - 第24話 | EYXA-14596/7  |

## 外部連結
- 官方網站 （页面存档备份，存于）
- 動畫官方網站 （页面存档备份，存于）